# Football Club Internazionale Milano 1972-1973
Questa voce raccoglie le informazioni riguardanti il Football Club Internazionale Milano nelle competizioni ufficiali della stagione 1972-1973.

## Stagione
La sessione di calciomercato portò una delusione ai tifosi: la stella della Fiorentina Luciano Chiarugi, a lungo cercata dai nerazzurri, si accasò ai rivali del Milan; in sostituzione, venne acquistata la giovane coppia d'attacco dell'Atalanta composta da Sergio Magistrelli e Giuseppe Doldi, due nomi che non scaldarono il cuore dei sostenitori interisti e che in effetti non lasciarono il segno nella loro esperienza al club di via Durini. Il presidente Fraizzoli venne criticato ed egli, sempre più insofferente alle rimostranze del tifo, dichiarò: «Chi vuole la società si faccia avanti».
Con Invernizzi ancora in panchina, la squadra partecipò alla Coppa UEFA regolando nei primi turni il maltese Valletta — al quale Boninsegna realizzò una quaterna — e lo svedese Norrköping per poi crollare contro il lusitano Vitória Setubal negli ottavi di finale.
Dopo una discreta prima fase di campionato, un rallentamento nella tornata conclusiva generò l'avvicendamento in panchina con Masiero: benché accolto freddamente da spogliatoio e tifoseria, l'ex calciatore ottenne un quarto posto a pari merito con la Fiorentina.
Da segnalare tra l'altro l'esordio in prima squadra del ventenne Martina — lanciato titolare a difesa dei pali contro il Palermo nella gara del 6 maggio 1973 — e l'ultima apparizione interista di Corso, avvenuta il 17 giugno successivo nel derby d'Italia: il confronto con la Juventus risultò valido per il secondo turno della coppa nazionale, ostacolo superato dagli stessi bianconeri centrando l'accesso alla finalissima.

## Divise
| Casa | Trasferta |

## Organigramma societario
Area direttiva
- Presidente: Ivanoe Fraizzoli
- Vicepresidente: Giuseppe Prisco
- Consigliere: Angelo Corridori
- Segretario: Franco Manni

Area tecnica
- Allenatore: Giovanni Invernizzi, poi Enea Masiero[12]

Area sanitaria
- Medico sociale: dott. Angelo Quarenghi[13]
- Massaggiatore: Giancarlo Della Casa

## Rosa
| N. |                   | Ruolo | Calciatore                    |
| -- | ----------------- | ----- | ----------------------------- |
|    | Italia (bandiera) | P     | Ivano Bordon                  |
|    | Italia (bandiera) | P     | Silvano Martina               |
|    | Italia (bandiera) | P     | Lido Vieri                    |
|    | Italia (bandiera) | D     | Mauro Bellugi                 |
|    | Italia (bandiera) | D     | Graziano Bini                 |
|    | Italia (bandiera) | D     | Tarcisio Burgnich             |
|    | Italia (bandiera) | D     | Sauro Catellani               |
|    | Italia (bandiera) | D     | Giacinto Facchetti (capitano) |
|    | Italia (bandiera) | D     | Mario Giubertoni              |
|    | Italia (bandiera) | C     | Gianfranco Bedin              |
|    | Italia (bandiera) | C     | Mario Bertini                 |

| N. |                   | Ruolo | Calciatore         |
| -- | ----------------- | ----- | ------------------ |
|    | Italia (bandiera) | C     | Mario Corso        |
|    | Italia (bandiera) | C     | Tiziano Manfrin    |
|    | Italia (bandiera) | C     | Giuseppe Massa     |
|    | Italia (bandiera) | C     | Sandro Mazzola     |
|    | Italia (bandiera) | C     | Adelio Moro        |
|    | Italia (bandiera) | C     | Aldo Nicoli        |
|    | Italia (bandiera) | C     | Gabriele Oriali    |
|    | Italia (bandiera) | C     | Evert Skoglund     |
|    | Italia (bandiera) | A     | Roberto Boninsegna |
|    | Italia (bandiera) | A     | Giuseppe Doldi     |
|    | Italia (bandiera) | A     | Sergio Magistrelli |

## Risultati

### Serie A

#### Girone di andata
| Roma 24 settembre 1972 1ª giornata | Lazio               | 0 – 0 | Inter | Stadio Olimpico\| Arbitro: \| Lo Bello (Siracusa) \| |
| Arbitro:                           | Lo Bello (Siracusa) |       |       |                                                      |

| Milano 1º ottobre 1972 2ª giornata | Inter            | 0 – 0 | Bologna | Stadio San Siro\| Arbitro: \| Gonella (Torino) \| |
| Arbitro:                           | Gonella (Torino) |       |         |                                                   |

| Arbitro: | Angonese (Mestre) |

|  |           |           |
|  | Marcatori | 48’ Bedin |

| Arbitro: | Ciacci (Firenze) |

|                |           |  |
| Boninsegna 18’ | Marcatori |  |

| Arbitro: | Serafini (Roma) |

|  |           |          |
|  | Marcatori | 65’ Moro |

| Arbitro: | Giunti (Arezzo) |

|                        |           |  |
| Facchetti 81’ Moro 83’ | Marcatori |  |

| Arbitro: | Angonese (Mestre) |

|                                  |           |                           |
| Prati 23’ Rosato 31’ Benetti 52’ | Marcatori | 74’ Oriali 77’ Boninsegna |

| Arbitro: | Pieroni (Roma) |

|                    |           |  |
| Corso 3’ Massa 73’ | Marcatori |  |

| Bergamo 3 dicembre 1972 9ª giornata | Atalanta         | 0 – 0 | Inter | Stadio Comunale\| Arbitro: \| Gonella (Torino) \| |
| Arbitro:                            | Gonella (Torino) |       |       |                                                   |

| Arbitro: | Panzino (Catanzaro) |

|                                        |           |  |
| Corso 37’ Boninsegna 70’, 81’ Moro 85’ | Marcatori |  |

| Roma 17 dicembre 1972 11ª giornata | Roma               | 0 – 2 A tavolino | Inter | Stadio Olimpico\| Arbitro: \| Michelotti (Parma) \| |
| Arbitro:                           | Michelotti (Parma) |                  |       |                                                     |

| Arbitro: | Barbaresco (Cormons) |

|             |           |                        |
| Mazzola 29’ | Marcatori | 22’ Galuppi 41’ Vitali |

| Arbitro: | Lattanzi (Roma) |

|  |           |                         |
|  | Marcatori | 61’ Boninsegna 77’ Moro |

| Arbitro: | Lo Bello (Siracusa) |

|  |           |                           |
|  | Marcatori | 32’ Altafini 85’ Anastasi |

| Arbitro: | Toselli (Cormons) |

|          |           |                    |
| Caso 12’ | Marcatori | 63’ Moro 71’ Massa |

#### Girone di ritorno
| Arbitro: | Giunti (Arezzo) |

|                |           |                      |
| Boninsegna 60’ | Marcatori | 28’ (rig.) Chinaglia |

| Arbitro: | Francescon (Padova) |

|             |           |  |
| Savoldi 18’ | Marcatori |  |

| Milano 11 febbraio 1973 18ª giornata | Inter             | 0 – 0 | Sampdoria | Stadio San Siro\| Arbitro: \| Toselli (Cormons) \| |
| Arbitro:                             | Toselli (Cormons) |       |           |                                                    |

| Arbitro: | Gonella (Torino) |

|                              |           |                                           |
| Brugnera 21’ Riva 88’ (rig.) | Marcatori | 39’ Oriali 73’ Boninsegna 78’ Magistrelli |

| Arbitro: | Michelotti (Parma) |

|                |           |  |
| Boninsegna 17’ | Marcatori |  |

| Arbitro: | Angonese (Mestre) |

|                          |           |  |
| Esposito 44’ Fontana 82’ | Marcatori |  |

| Arbitro: | Lattanzi (Roma) |

|  |           |                          |
|  | Marcatori | 39’ Sabadini 90’ Benetti |

| Arbitro: | Panzino (Catanzaro) |

|                                      |           |  |
| Sala 10’, 71’ Pulici 81’ (rig.), 84’ | Marcatori |  |

| Milano 8 aprile 1973 24ª giornata | Inter                         | 0 – 0 | Atalanta | Stadio San Siro\| Arbitro: \| Mascali (Desenzano del Garda) \| |
| Arbitro:                          | Mascali (Desenzano del Garda) |       |          |                                                                |

| Arbitro: | Levrero (Genova) |

|  |           |             |
|  | Marcatori | 56’ Mazzola |

| Milano 22 aprile 1973 26ª giornata | Inter            | 0 – 0 | Roma | Stadio San Siro\| Arbitro: \| Gonella (Torino) \| |
| Arbitro:                           | Gonella (Torino) |       |      |                                                   |

| Arbitro: | Barbaresco (Cormons) |

|  |           |                       |
|  | Marcatori | 61’ (rig.) Boninsegna |

| Arbitro: | Lattanzi (Roma) |

|                                     |           |              |
| Magistrelli 59’ Boninsegna 60’, 88’ | Marcatori | 75’ Vallongo |

| Arbitro: | Panzino (Catanzaro) |

|                                  |           |           |
| Marchetti 4’ Altafini 41’ (rig.) | Marcatori | 87’ Corso |

| Arbitro: | Gialluisi (Barletta) |

|                |           |  |
| Boninsegna 37’ | Marcatori |  |

### Coppa Italia

#### Primo turno
| Arbitro: | Ciacci (Firenze) |

|                |           |  |
| Boninsegna 22’ | Marcatori |  |

| Arbitro: | Menegali (Roma) |

|                   |           |             |
| Suarez 17’ (rig.) | Marcatori | 43’ Mazzola |

| Arbitro: | Branzoni (Pavia) |

|                    |           |                                                                      |
| Giavara 10’ (rig.) | Marcatori | 12’ Boninsegna 19’ (aut.) Pomaro 66’ Facchetti 69’ Massa 79’ Mazzola |

| Arbitro: | Trono (Torino) |

|                                       |           |              |
| Facchetti 57’ Moro 68’ Boninsegna 69’ | Marcatori | 77’ Piccioni |

#### Secondo turno
| Arbitro: | Menegali (Roma) |

|                                     |           |  |
| Mazzola 35’ Boninsegna 70’ Moro 73’ | Marcatori |  |

| Reggio Emilia 31 maggio 1973 2ª giornata | Reggiana           | 0 – 2 A tavolino | Inter | Stadio Mirabello\| Arbitro: \| Cantelli (Firenze) \| |
| Arbitro:                                 | Cantelli (Firenze) |                  |       |                                                      |

| Arbitro: | Michelotti (Parma) |

|                |           |            |
| Boninsegna 64’ | Marcatori | 29’ Causio |

| Arbitro: | Toselli (Cormons) |

|             |           |  |
| Savoldi 66’ | Marcatori |  |

| Arbitro: | Calì (Roma) |

|              |           |  |
| Facchetti 9’ | Marcatori |  |

| Arbitro: | Barbaresco (Cormons) |

|                                             |           |                            |
| Causio 28’ Longobucco 69’ Anastasi 86’, 90’ | Marcatori | 37’ Mazzola 41’ Boninsegna |

### Coppa UEFA
| Arbitro: | Reyres |

|                                                   |           |          |
| Boninsegna 11’, 29’, 45’, 65’ Massa 23’ Bedin 33’ | Marcatori | 34’ Borg |

| Arbitro: | Lazlos |

|  |           |           |
|  | Marcatori | 23’ Massa |

| Arbitro: | Lobo |

|               |           |                         |
| Massa 2’, 48’ | Marcatori | 5’ Jansson 38’ Kindvall |

| Arbitro: | Davidson |

|  |           |                                |
|  | Marcatori | 10’ Boninsegna 68’ Magistrelli |

| Arbitro: | Bonet |

|                          |           |  |
| Duda 13’ Bini 83’ (aut.) | Marcatori |  |

| Arbitro: | Linemayr |

|                       |           |  |
| Boninsegna 37’ (rig.) | Marcatori |  |

## Statistiche
Statistiche aggiornate al 27 giugno 1973.

### Statistiche di squadra
| Competizione | Punti | In casa | In casa | In casa | In casa | In casa | In casa | In trasferta | In trasferta | In trasferta | In trasferta | In trasferta | In trasferta | Totale | Totale | Totale | Totale | Totale | Totale | DR |
| Competizione | Punti | G       | V       | N       | P       | Gf      | Gs      | G            | V            | N            | P            | Gf           | Gs           | G      | V      | N      | P      | Gf     | Gs     | DR |
| ------------ | ----- | ------- | ------- | ------- | ------- | ------- | ------- | ------------ | ------------ | ------------ | ------------ | ------------ | ------------ | ------ | ------ | ------ | ------ | ------ | ------ | -- |
| Serie A      | 37    | 15      | 7       | 5       | 3       | 16      | 8       | 15           | 8            | 2            | 5            | 16           | 15           | 30     | 15     | 7      | 8      | 32     | 23     | 9  |
| Coppa Italia | -     | 5       | 4       | 1       | 0       | 9       | 2       | 5            | 2            | 1            | 2            | 10           | 7            | 10     | 6      | 2      | 2      | 19     | 9      | 10 |
| Coppa UEFA   | -     | 3       | 2       | 1       | 0       | 9       | 3       | 3            | 2            | 0            | 1            | 3            | 2            | 6      | 4      | 1      | 1      | 12     | 5      | 7  |
| Totale       | -     | 23      | 13      | 7       | 3       | 34      | 13      | 23           | 12           | 3            | 8            | 29           | 24           | 46     | 25     | 10     | 11     | 63     | 37     | 26 |

### Statistiche dei giocatori
Fonte:
| Giocatore      | Serie A  | Serie A | Coppa Italia | Coppa Italia | Coppa UEFA | Coppa UEFA | Totale   | Totale |
| Giocatore      | Presenze | Reti    | Presenze     | Reti         | Presenze   | Reti       | Presenze | Reti   |
| -------------- | -------- | ------- | ------------ | ------------ | ---------- | ---------- | -------- | ------ |
| G. Bedin       | 27       | 1       | 8            | 0            | 5          | 1          | 40       | 2      |
| M. Bellugi     | 21       | 0       | 10           | 0            | 4          | 0          | 35       | 0      |
| M. Bertini     | 23       | 0       | 7            | 0            | 5          | 0          | 35       | 0      |
| G. Bini        | 2        | 0       | 2            | 0            | 5          | 0          | 9        | 0      |
| R. Boninsegna  | 27       | 12      | 10           | 6            | 4          | 6          | 41       | 24     |
| I. Bordon      | 5        | -6      | 1            | -2           | 1          | -2         | 7        | -10    |
| T. Burgnich    | 30       | 0       | 8            | 0            | 6          | 0          | 44       | 0      |
| S. Catellani   | 3        | 0       | 0            | 0            | 0          | 0          | 3        | 0      |
| M. Corso       | 21       | 3       | 6            | 0            | 0          | 0          | 27       | 3      |
| G. Doldi       | 10       | 0       | 7            | 0            | 5          | 0          | 22       | 0      |
| G. Facchetti   | 29       | 1       | 10           | 3            | 5          | 0          | 44       | 4      |
| M. Giubertoni  | 22       | 0       | 9            | 0            | 5          | 0          | 36       | 0      |
| S. Magistrelli | 13       | 2       | 4            | 0            | 4          | 1          | 21       | 3      |
| T. Manfrin     | 0        | 0       | 3            | 0            | 0          | 0          | 3        | 0      |
| S. Martina     | 1        | -1      | 0            | 0            | 0          | 0          | 1        | -1     |
| G. Massa       | 22       | 2       | 10           | 1            | 5          | 4          | 37       | 7      |
| S. Mazzola     | 26       | 2       | 9            | 4            | 6          | 0          | 41       | 6      |
| A. Moro        | 23       | 5       | 6            | 2            | 6          | 0          | 35       | 7      |
| A. Nicoli      | 0        | 0       | 1            | 0            | 0          | 0          | 1        | 0      |
| G. Oriali      | 22       | 2       | 4            | 0            | 4          | 0          | 30       | 2      |
| E. Skoglund    | 4        | 0       | 3            | 0            | 1          | 0          | 8        | 0      |
| L. Vieri       | 24       | -16     | 8            | -7           | 5          | -3         | 37       | -26    |